# 祖國號戰艦
祖國號戰艦（法語：Patrie）是法國海軍建造的前無畏艦，同時為共和級二號艦，其同型艦為共和號。本艦於1902年4月1日在濱海拉塞訥造船廠放置龍骨，1903年12月17日時首次下水，並在1907年7月1日開始服役。艦上的主要武器為4門305公釐口徑1893/96年型主砲，這些主砲配置於2座雙聯裝砲塔內。其推進系統由3組垂直型三脹式蒸汽機與24台尼克勞斯式鍋爐組成，在航速可達19節（35每小時；22英里每小時）左右；然而以全裝重型火炮（All-Big-Gun）設計概念建造的无畏号战列舰開始於1906年12月服役於英國皇家海軍，使得本艦及其同型艦在服役時即性能過時，但祖國號在服役期間仍是法國艦隊的主力艦之一，尤其是在第一次世界大戰期間。
本艦在完工後便被法國海軍分派至法國地中海艦隊，這一時期的祖國號主要在地中海西部及大西洋進行多次海上演習與執行巡航任務，但本艦在這段期間曾接連發生多起意外；例如在1910年演習期間，本艦的船員不小心發射一枚魚雷擊中共和號，造成該艦艦體損毀。在1911年新型艦服役之前，祖國號一直擔任艦隊旗艦，直到新型艦服役後才被取代。當第一次世界大戰於1914年7月爆發後，祖國號被指派護送從法屬北非到法國本土的運兵艦隊，以面對德軍入侵法國北部。接著祖國號隨法國艦隊轉移至亞得里亞海，阻止奧匈帝國海軍勢力延伸至地中海海域。隨後在8月的安提瓦里海戰中，祖國號協助聯軍艦隊擊沉奧匈帝國海軍的澤塔號防護巡洋艦。接下來祖國號隨艦隊多次嘗試引誘奧匈帝國海軍艦艇出戰，但奧匈帝國海軍在經歷安提瓦里海戰後便不願派出海面艦艇，僅派出潛艇進行襲擊戰，迫使法國海軍僅能有限度地派遣祖國號等戰艦在亞得里亞海海域進行巡航任務，避免遭受到嚴重損失。1915年5月起，祖國號被轉移至達達尼爾海峽總隊，以便能支援在加里波利戰役中作戰的聯軍部隊。祖國號抵達該海域後，多次執行砲擊鄂圖曼沿岸防禦設施任務。
在協約國部隊於1916年從加里波利半島撤軍之後，祖國號轉而分派至希臘薩洛尼卡。接著為了向中立的希臘王國施壓，逼迫希臘加入協約國陣營，祖國號開始在薩洛尼卡與穆茲羅斯之間交替駐防，試圖對希臘政府施壓。儘管在十一月事件中，登入雅典支援親協約國派的法軍部隊戰況不利，但祖國號仍在部隊登陸時提出貢獻。在政變成功後，祖國號在1917年到1918年間的海上任務驟減，多數時間僅停靠在港內。當第一次世界大戰於於1918年結束後，祖國號被派往君士坦丁堡，以便支援協約國武裝干涉俄國內戰，不過祖國號在這場衝突中並沒有任何積極作為，甚至曾一度淪為軍營艦。在1919年返回土倫後，祖國號成為一艘訓練艦，直到1927年後才被法國海軍從海軍名錄中除籍，並於隔年出售拆解。

## 設計

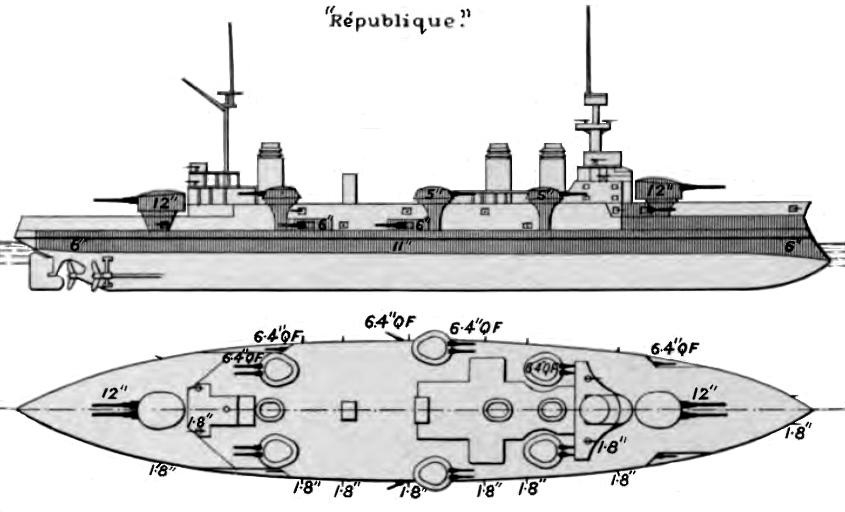
共和級描繪圖，出自1906年的布拉希海軍年鑑（Brassey's Naval Annual）。

共和級戰艦標誌著法國戰艦設計上的進步指標，本級艦由白勞易設計，除艦體比前一型蘇弗朗號大上許多外，在武器配備及裝甲防護上也大幅改進。裝甲防護設計上採用新式佈局，將輪機室與彈藥艙之間的裝甲設置上更加強化，與先前的法國戰艦相比下更能降低進水問題。
祖國號艦體全長135.25（443英尺9英寸）；舰宽24.25米（79英尺7英寸）；平均吃水深度為8.2（26英尺11英寸）。在滿載狀況下，祖國號排水量在14,870公噸（14,640長噸），與首艦共和號相比稍重一些。推進系統上採用三軸推進，由垂直型三脹式蒸汽機及24台尼克勞斯式鍋爐組成。整體輸出約18,000匹指示馬力（13,420千瓦特），使艦體航速可達18節（33每小時；21英里每小時）。另艦上可儲存1,800公噸（1,800長噸；2,000短噸）的燃煤，在10節（19每小時；12英里每小時）航速下其巡航半徑可達8,400海里（15,600；9,700英里）。艦上可容納32名軍官，以及710名船員。
本艦的主要武器由4門305公釐口徑1893/96年型主砲組成，這4門主砲安裝在2座雙聯裝砲塔內；2座主砲塔則平均分配至前甲板與後甲板側。次要武器則由18門164公釐口徑1893年型火砲組成，其中12門安裝在雙聯裝砲塔內，另外6門則設置在炮廓中。艦上還加裝24門哈其開斯3磅艦炮來抵禦魚雷艇的攻擊；另在船體水線下區域裝設2組450（17.7英寸）口徑魚雷管。本艦的裝甲帶資訊為主裝甲帶280（11英寸）、主砲塔正面裝甲350（14英寸）、司令塔側面305（12.0英寸）。
在裝甲防護上，本艦主裝甲帶在船舯最大厚度為280（11英寸），並連接54（2.1英寸）厚的上裝甲甲板及51（2.0英寸）厚的下裝甲甲板，在主裝甲帶與兩裝甲甲板連接的傾斜裝甲厚度為70（2.8英寸）。主砲塔正面裝甲厚360（14.2英寸），副砲塔正面則由138（5.4英寸）的裝甲保護之；另司令塔側面的裝甲厚度為266（10.5英寸）。

### 改裝
法國海軍在祖國號服役後，對主砲塔火炮提升仰角或是相關增加射程的改裝方案曾多次嘗試，但後來證實這是無法執行的，但海軍人員後來將砲塔後方兩側的空艙間灌水注滿，讓砲塔向後傾斜2度，被動地讓火炮仰角有所提升，同時使最大射程半徑從12,500至13,500（41,000至44,300英尺）。1915年至1916年期間，副砲塔配置一台新的電動機，用以提升運轉及升降效率；另外位在艦橋兩側的哈其開斯3磅艦炮被移除，後上層建築的2門3磅艦炮則被移至後主砲塔頂部。1915年12月8日，海軍司令部發布命令，要求將艦上的輕裝火炮數量修改為4門3磅艦炮及8門65 mm（2.6英寸）口徑1902年型火砲。1916年時，一部分的輕裝火炮再次進行改裝，其中4門3磅艦炮改以高角度防空座安置，並配置在後主砲塔及第5與第5座副砲塔頂部。
1912年至1913年期間，本艦安裝2組長2（6英尺7英寸）的巴爾與史特勞德測距儀，不過後來被2.74（9英尺0英寸）長的測距儀替換，而新的測距儀是由孤拔號戰艦轉移過來的。在後續測試結果顯示，若採用可測距更廣闊的型號容易導致人員適應不良，因此海軍人員後來決定在所有戰艦上僅保留2（6英尺7英寸）長的型號。1916年後，海軍高層人員下令將艦隊所有測距設備進行現代化改造，祖國號上的主炮及副炮分別配有1組2.74（9英尺0英寸）長及2組2（6英尺7英寸）長的測距儀，另外還加裝1組長0.8（2英尺7英寸）的巴爾與史特勞德測距儀供艦上高射炮使用。

## 服役歷程

### 第一次世界大戰前

#### 1902年至1909年期間

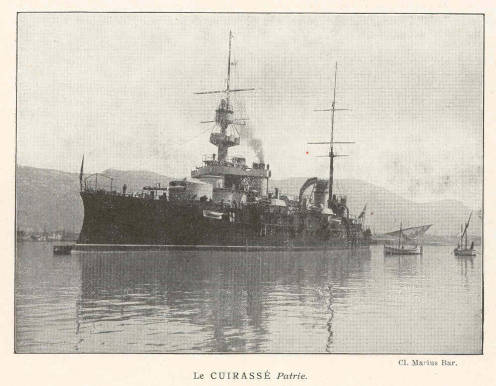
祖國號戰艦。

祖國號戰艦為共和級二號艦，本艦於1902年4月1日在濱海拉塞訥造船廠放置龍骨，1903年12月17日時首次下水，最後在1907年7月1日正式服役。不過在祖國號服役後，英國劃時代戰艦無畏號即1906年12月2日投入服役，使得祖國號及其它同類型前無畏艦顯得過時。當祖國號於1907年5月29日海試期間，其中一台鍋爐的冷凝管突然爆裂，造成數名鍋爐工燙傷，同時必須返回土倫更換冷凝管。1907年7月3日，當祖國號正在旱塢進行修理時，停靠一旁的耶拿號突然發生彈藥艙爆炸意外。雖然祖國號上的艦長試圖用艦上的副砲炸毀塢門，讓海水能灌進船塢來滅火，但砲彈沒有擊穿塢門，而是被反彈回來。塢門最後是由魯林（Roux）海軍少尉冒死打開，海水才得以灌進船塢內，但他本人最後被飛濺的爆炸碎片擊中而殉職，而耶拿號的艦體也完全毀壞。
法國海軍在祖國號戰艦服役後，將本艦、共和號、蘇弗朗號一同分派至法國地中海艦隊第1總隊。接下來祖國號與艦隊一同參與當年度夏季演習，並與其它幾艘戰艦擔當敵對部隊，整場行動至7月31日為止。1907年11月5日，祖國號取代蘇弗朗號成為總隊旗艦，並升起海軍中將保羅-路易·傑米內的旗幟。1908年1月13日，祖國號與共和號、查理曼號、聖路易號、高盧人號、馬塞納號、若雷吉貝里號等艦航往胡安灣，接著前往濱海自由城駐留一個多月。在這段訓練期間，祖國號與共和號、正義號、自由號等艦，於1908年3月17日以舊型鐵甲艦風暴號為目標進行射擊演習。在1908年6月至7月期間，地中海分艦隊與北方分艦隊於比塞大進行年度演習。
在傑米內對外公開批評艦隊的彈藥供應之後，海軍高層於1909年1月5日將他撤換掉，改由海軍中將尤金·德·法烏克·德·約恩克爾斯擔任艦長一職。當祖國號於1909年2月18日至24日停靠在濱海自由城港口期間，曾經接待過摩納哥親王阿爾伯特一世。在阿爾伯特一世離開後，祖國號立刻隨地中海分艦隊前往科西嘉島進行海上演習，並在1909年4月26日返回濱海自由城參與由法國總統阿尔芒·法利埃主持的海軍閱兵典禮。自1909年6月2日開始，祖國號隨自由號、民主號、歐內斯特·勒南號等艦啟程前往大西洋進行海上演習；在出發10日後，位於西班牙加的斯執行任務的共和號、正義號、伽利略號前來會合，一同前往大西洋，此次的演習項目包括在昂蒂奧什海峽以潛艇艦隊為假想敵，然後又前往基伯龍灣進行射擊訓練與無線電報測試等。在1909年7月8日至15日期間，演習艦隊停靠在布雷斯特進行整補，接著在16日時前往勒阿弗尔，並在當地與北方分艦隊一同參與由法國總統阿尔芒·法利埃主持的閱兵典禮。10天過後，兩艦隊一同航行至瑟堡參與另一場海軍閱兵典禮，這場典禮舉辦的時間剛好與俄羅斯沙皇尼古拉二世訪問法國行程同時相遇，尼古拉二世隨後前來出席這場海軍閱兵典禮。典禮過後，祖國號、共和號、正義號於1909年8月17日開始啟程，準備返回土倫，並在1909年9月6日抵達該地。由祖國號與共和號組成的第1總隊於1909年10月駛往西班牙巴塞隆納，參與由西班牙國王阿方索十三世所舉行的海軍閱兵典禮；在典禮期間，阿方索十三世還登上祖國號視察艦上的船員。

#### 1910年至1914年期間
1910年2月18日，祖國號隨共和號、正義號、真理號、民主號、蘇弗朗號一同前往胡安灣進行演習，演習項目為對尼斯當作假想敵目標，對港口進行模擬攻擊。然而在演習時，艦上的船員不小心發射一枚魚雷，這枚魚雷發射後筆直地朝共和號的路徑前進並直接命中，導致共和號艦艦體嚴重損毀，不得不立刻返回土倫進行修理。在同年的另一次演習期間，祖國號當時正在砲術訓練，但艦上的瞄準設備卻突然發生機械故障，導致主砲一度無法運作。1910年3月29日，祖國號與短劍號及斧頭號兩驅逐艦一同前往摩納哥，參與該國海洋博物館開幕典禮。接著在1910年5月21日至6月4日期間，祖國號隨共和號與民主號一同在薩丁尼亞島及法屬阿爾及利亞之間的海域執行巡航任務。1910年6月7日至18日期間，祖國號隨地中海分艦隊執行海上演習任務。至1910年12月初時，祖國號艦上爆發大規模傷寒，許多船員都遭到感染，迫使海軍高層要求本艦僅能駐紮在胡安灣，試圖以隔離方式來控制疫情；所幸到12月15日時，艦上的疫情已經平息。
1911年1月5日，海軍少將讓·貝魯（Jean Bellue）接替法烏克·德·約恩克爾斯，擔任祖國號艦長一職。1911年4月16日時，祖國號與其他艦一同護衛搭乘在真理號上的法國總統阿爾芒·法利埃、海軍部長泰奧菲勒·德爾卡塞、公共工程和郵電部長查爾斯·杜蒙等人前往比塞大。艦隊在2天後抵達該地，並於1911年4月19日在當地進行一場閱兵典禮，參與者還包括2艘英國戰艦、2艘義大利戰艦，以及1艘西班牙巡洋艦等。護航艦隊後來於4月29日返回土倫，總統阿爾芒·法利埃在艦隊抵達港口後，宣布獎賞船員們2倍糧食配給，並免除任何懲戒，來感謝他們的表現。1911年5月至6月期間，祖國號隨第1總隊及歐內斯特·勒南號、萊昂·甘必大號等裝甲巡洋艦在西地中海海域進行巡航任務，並同時造訪包括卡利亞里、比塞大、邦纳、菲利普維爾、阿爾及爾、布日伊等多個港口。隨著次型丹東級戰列艦開始陸續服役，法國海軍於1911年8月1日將丹東級各艦分派至第1分艦隊，並將共和號、祖國號以及4艘自由級戰艦轉調至第2分艦隊。
1911年9月4日，第2分艦隊在土倫參與一場艦隊閱兵儀式；賀瑞斯·若雷吉貝里海軍上將接著於1911年9月11日領導艦隊進行海上演習，並駛往胡安灣及馬賽等地，5天之後返回土倫。在1911年9月25日時，自由號戰艦因B火藥自燃，而在土倫港內發生彈藥艙殉爆意外；儘管祖國號在這起意外中毫髮無傷，但包括共和號等艦皆受到程度不一的波及與損毀。在這起事故後，受損的軍艦很快地就修復完工，並讓艦隊能在1911年尾這段期間能繼續正常執行常規訓練與巡航任務。1912年4月24日，共和號與正義號一同出海前往位在耶爾沿岸的天然錨泊處進行砲術訓練；祖國號與真理號隨後在第2天加入艦隊進行訓練。1912年4月24日，第2分艦隊出海前往位在耶爾沿岸的天然錨泊處進行砲術訓練；接著本艦與真理號在25日加入艦隊進行訓練。祖國號與真理號兩艦隨後於1912年5月21日，在正義號的陪同下離開土倫，前往馬賽及濱海自由城之間的海域進行一系列演習，接著丹東號與3艦在海上會合，在其它艦上的海軍上將奧古斯汀·布埃·德·拉佩雷爾及英國威爾斯親王愛德華王子殿下一同登上祖國號進行視察。布埃·德·拉佩雷爾之後在1912年7月2日至12日期間於胡安灣視察兩戰艦分艦隊，其中包括祖國號。視察過後，布埃·德·拉佩雷爾帶領艦隊先巡航至科西嘉島，然後再前去法屬阿爾及利亞。
海軍中將路易·德·馬洛雷斯於1913年1月6日接掌第2分艦隊指揮官一職，並在祖國號上升起旗幟，隨後帶領艦隊前往萊拉旺杜進行訓練。法國海軍接著在1913年5月19日集結當時16艘戰艦，於土倫及薩丁尼亞島之間的海域進行大規模演習，並以法國總統雷蒙·普恩加萊主持的海軍閱兵典禮完結任務。本艦接下來於1913年7月1日至4日期間，隨第2分艦隊在外海進行短期砲術訓練。自1913年8月23日起，本艦隨第2分艦隊離開土倫，並與朱爾·費里號裝甲巡洋艦、埃德加·吉涅號裝甲巡洋艦、以及兩驅逐區艦隊於大西洋海域進行海上訓練演習。前往布雷斯特途中上，艦隊還短暫停靠在丹吉爾、魯瓦揚、勒韋爾東、拉帕利斯、基伯龍灣、瑟堡等地，最終於1913年9月20日抵達目的地，同時在當地遇到一支由4艘戰艦、5艘巡洋艦組成的俄羅斯分艦隊。在布雷斯特停靠一段日子後，第2分艦隊開始返回土倫，並在中途停靠在加的斯、丹吉爾、凱比爾港、阿爾及爾、比塞大，最終於1913年11月1日抵達土倫。1914年1月19日，第2分艦隊再次進行魚雷演習，並在1月底時前去比塞大，隨後在1914年2月6日返回土倫。1914年6月期間，祖國號隨第2分艦隊訪問多個港口，但由於奧匈帝國皇儲弗朗茨·斐迪南大公於1914年6月28日遇刺後，歐洲大陸自7月份就開始爆發戰爭危機，所有艦隊被迫僅能在港口待命。隨著國際緊張局勢加劇，海軍高層允許各艦能可在沿岸進行短期訓練。

### 第一次世界大戰期間

#### 1914年至1915年期間
當第一次世界大戰於1914年7月爆發後，法國政府便在1914年8月1日宣布全面動員。海軍上將奧古斯汀·布埃·德·拉佩雷爾於次日下令所有法國艦隊需在22：15時開始運轉鍋爐，讓所有軍艦能在次日早些時刻啟程出發至法屬北非。面對以格本號大巡洋艦為首的德國地中海支艦隊襲擊可能性，法國海軍決定派遣所有可戰鬥船艦護衛往來於法屬北非至本土間的部隊運輸艦群。祖國號此時隨第2分艦隊前往阿爾及爾，協助護航7000名法國陸軍第19軍團部隊，該部隊分別由7艘客輪搭載，準備從法屬阿爾及利亞轉調至法國本土。中途時刻，護航任務交接給讓·巴爾號、孤拔號、孔多塞號、韋尼奧號等艦，讓後者護航運輸艦隊返回法國本土；而德艦格本號在砲擊邦纳與菲利普維爾的法軍設施後，就直接朝君士坦丁堡方向離去，而非針對地中海航運進行襲擊，所以本艦最終沒有與德艦相遇。
隨著英國與法國在1914年8月12日向奧匈帝國宣戰，戰事持續地擴大當中，法國海軍緊接著派遣第1分艦隊與第2分艦隊到南亞得里亞海阻止奧匈帝國海軍突破地中海海域。法國艦隊於1914年8月15日抵達奧特朗托海峽，並與在奧索尼島北方海域巡邏的英艦防衛號及韋茅斯號會合。布埃·德·拉佩雷爾接著帶領英法艦隊駛入亞得里亞海，試圖與奧匈帝國艦隊展開激戰。第二天清晨，英法兩軍的巡洋艦皆發現有不明船艦接近中，後來確認是正在執行封鎖蒙特內哥羅沿岸任務的奧匈帝國艦艇澤塔號及烏蘭號，隨後爆發安提瓦里海戰。在海戰初期，布埃·德·拉佩雷爾僅下令所有戰艦鳴炮示警，但此舉不僅造成聯軍艦隊的砲手混亂，同時讓烏蘭號順利逃脫。航速較慢的澤塔號同樣試圖逃離戰線，但聯軍的砲火多次命中，造成該艦的發動機失效，同時艦體也因砲火而引發火災，隨後不久就沉入海底。英法聯軍在海戰勝利後，也撤回至原本控制的海域範圍。
接下來3天，祖國號隨法國艦隊在亞得里亞海南方海域巡邏，期望奧匈帝國派艦前來交戰，但卻沒有任何一艘敵艦出現。第1分艦隊隨後於1914年8月12日前往馬爾他補給燃料，而祖國號與真理號則是留在原處；同行的正義號與民主號則是發生相撞意外，迫使共和號需拖著受損的民主號撤離戰線。由於奧匈帝國海軍持續不派軍艦前來交戰，法國海軍遂於1914年9月1日派遣祖國號等艦前往卡塔羅砲擊當地的奧軍防禦工事，企圖引誘奧匈帝國艦隊前來對戰，但由於奧軍嚴禁任何艦隻出海交戰而未能成功。同一時間，共和號與正義號結束整補，並返回戰線作戰。聯軍艦隊接著在1914年9月18日至19日期間再次入侵亞得里亞海，並一度推進到維斯島一帶海域；往南返航時，數艘法國巡洋艦無意間闖入卡塔羅岸防砲射程範圍，因此祖國號與民主號嘗試開火掩護巡洋艦後撤。
聯軍艦隊於1914年10月至11月間仍持續地在該海軍執行作戰任務，其中包括在蒙特內哥羅沿岸一帶執行掃蕩任務，掩護在該海域進行補充煤炭的商船等。然而承擔防守地中海防線重責的法國艦隊在初期時缺乏適合的前線基地，導致在亞得里亞海所有行動皆受到限制，雖然英國同意法國海軍可自由使用馬爾他軍港，法國海軍也不定期地會將艦隊輪調回土倫進行整補，但不管是馬爾他還是土倫仍距亞得里亞海數百英里遠，並不適合擔當前線基地。除此之外，奧匈帝國海軍不時派遣數艘潛艇襲擊該海域，這些水下威脅同時極大地威脅協約國軍艦在亞得里亞海的行動。例如在1914年12月，奧匈帝國U-12號潛艇擊傷让·巴尔号战列舰，迫使英法聯軍艦隊暫時將主力艦隊撤至馬爾他或比塞大兩地。隨著協約國部隊於巴爾幹半島有所進展後，法國人才獲得科孚島這座主要的前線基地，暫時解決補給線過長的困擾。1915年1月21日，祖國號前往普羅瓦蒂島周遭海域，解救一艘擱淺的希臘籍汽輪。1915年5月18日，海軍少將歐內斯特-歐仁·尼可接任祖國號艦長一職，並將本艦指派為艦隊旗艦；不久之後，為了支援加里波利之戰的聯軍部隊，祖國號離開第2分艦隊。在東地中海航行途中，祖國號與克勒貝爾號裝甲巡洋艦會合，之後法國海軍將兩艦編入第3戰鬥總隊，在同一艦隊的還有蘇弗朗號、聖路易號、查理曼號、若雷吉貝里號、亨利四世號等艦。法國海軍接著在1915年7月12日下令祖國號前去砲擊在阿奇山上的鄂圖曼堡壘，祖國號在抵達作戰海域後，開始向堡壘發動多次齊射，甚至連艦上的副砲都動用；任務結束後，本艦於當日晚上抵達穆茲羅斯。1915年8月2日，祖國號往南航行，前往塞費里希薩爾進行砲擊，不過在這次任務中，艦上的一座副砲被鄂圖曼岸防砲炮彈擊中，該座副砲當場爆炸損毀，造成7人受傷。

#### 1916年至1918年期間
英法聯軍自加里波利半島撤軍後，法國海軍高層將達達尼爾海峽總隊的軍艦轉調至希臘薩洛尼卡。祖國號與真理號在當地時間1916年5月5日時遭遇一艘正在執行偵察任務的齊柏林飛船，艦上的船員奮力地利用防空炮進行防禦，最後終於將飛船擊落。1916年6月，協約國陣營已經厭倦了希臘王國康斯坦丁一世的戰爭中立態度，於是法國高層將5艘戰艦組成第3分艦隊，並將其派遣至薩洛尼卡向希臘政府施壓，這些戰艦分別屬於共和級及自由級戰艦。在1916年6月至7月期間，本艦一直在薩洛尼卡與穆茲羅斯之間交替駐防，接著於1916年7月9日時返回土倫進行大修。在祖國號返回法國本土整補期間，法國多數在希臘的軍艦被轉移至凱法利尼亞島，因此當祖國號結束大修後，於1916年9月1日前往當地與艦隊會合，並隨第3分艦隊在凯雷特西尼一帶海域執行巡邏任務。祖國號接著隨民主號、蘇弗朗號於1916年10月7日前往雅典近郊一處錨泊處埃萊夫西納，準備對希臘艦隊發起攻擊，本艦原預計攻擊希臘利姆諾斯號戰艦，不過該計畫後來被擱置，而法國人也在1916年10月19日順利地奪取整個希臘艦隊。
自1916年8月起，希臘親協約國的政府人士發起十一月事件，準備推翻君主制，英法兩國眼看機不可失，立刻軍事介入這起事件中。法國軍方接著在1916年12月1日派遣部隊在雅典登陸，以便支援親協約國一派，而祖國號等軍艦則在沿岸準備進行支援，甚至有一部分祖國號的船員前去支援搶灘登陸作業。不過在雅典的戰事並不如意，搶灘的英法部隊被希臘軍隊及武裝平民擊敗，只得再度搭艦撤離，之後司令部下令對保皇派控制的希臘地區進行海上封鎖。這場僵局延燒到1917年6月後，康斯坦丁一世被迫遜位，並默認盟軍在馬其頓的軍事行動。第3分艦隊在事件之後解編，祖國號與共和號一同改編至法國東地中海總隊，並被派往地中海東部海域。1916年12月，祖國號與共和號兩艦位於艦舯與艦艉炮廓處的6門164公釐口徑1896年型火砲被拆卸下來，並重新組裝在塞薩洛尼基灘頭充當岸防砲用。另外，由於對潛作戰的需求提增，法國海軍從所有船艦上調走一部份的船員進行反潛作戰，這導致包括祖國號在內多數軍艦在1917年時遭到閒置。1918年1月20日，法國海軍攔截到一情報，指稱先前轉移至鄂圖曼海軍的格本號準備再次出擊，因此司令部立刻調派共和號與祖國號採取備戰行動；不過已改名為嚴君蘇丹塞利姆的格本號，在出擊不久便被水雷擊傷，只能擱淺維修至戰爭結束為止，而法軍艦隊也僅能繼續在港口內待命。
戰爭後期，祖國號上其中4門哈其開斯3磅艦炮改裝成防空模式，這4門砲的射角皆改為高角度設計。接著在1918年7月4日時前往馬爾他進行定期維護，該工程在4天後完成，然後本艦回到穆德羅斯。不過當祖國號抵達該地時，艦上正爆發流感疫情，導致11名船員死亡，475名船員重病，其中150人嚴重到必須被遣返回家療養。法國海軍之後將祖國號調至法國駐穆德羅斯與薩洛尼卡總隊，並指派其為艦隊旗艦。在戰爭結束前，祖國號沒有再進一步收到作戰指令，而德意志帝國、奧匈帝國、鄂圖曼土耳其等同盟國也陸續跟協約國簽署停戰協定，最後整場戰爭於1918年11月11日結束。

### 第一次世界大戰後
第一次世界大戰結束後，為了干涉俄國內戰，法國海軍立刻將艦隊部署到黑海。祖國號被指派前往鄂圖曼土耳其首都君士坦丁堡，但因船身內部老舊及受到希土戰爭影響，艦艇受到程度不一的損毀。由於艦上船員不足，祖國號甚至在君士坦丁堡曾一度淪為兵營船。1919年6月5日，祖國號離開君士坦丁堡，並在10天後經比塞大抵達土倫。法國海軍於1919年8月1日將本艦分派至訓練總隊，頂替維克多·雨果號裝甲巡洋艦。1921年2月19日，祖國號被轉移至魚雷和電工學校。在訓練期間，祖國號曾遭遇數次意外，包括在1924年5月20日的一次砲擊演習中，一枚砲彈在右舷前副砲塔處爆炸，當場炸死8名人員，另有5名人員被炸傷。另一起事故發生於1924年6月3日，當時一枚訓練用魚雷突然發生故障，並開始向後盤旋，最後擊中祖國號，造成艦體處破一個大洞。1924年6月20日，祖國號正式退役，不過維修工作仍於同年8月15日至9月15日間進行著，然後本艦就駐紮在濱海聖芒德里耶擔任訓練艦至1927年為止，並在隔年被法國海軍從海軍名錄中除籍，隨後出售拆解。

## 外部連結
- . Battleship-cruisers.co.uk.   [2017-07-13]. （原始内容存档于2019-09-17） （英语）.